# Mistrovství Evropy v boxu 2015
XXXXI. mistrovství Evropy v boxu proběhlo v Samokovu, Bulharsko ve dnech 8. až 15. srpna 2015. Organizátorem turnaje mistrovství Evropy byla  European Boxing Confederation (EUBC).

## Česká stopa
Šéftrenér reprezentace: Vasilij Larionov
Na mistrovství Evropy startovalo za Česko 6 boxerů:
- −60 kg: Hamajak Aperjan (* 1985) z BK Řešeto Znojmo
- −64 kg: Viktor Agateljan (* 1994) z SKP Sever Ústí nad Labem
- −69 kg: Zdeněk Chládek (* 1990) z SKP Sever Ústí nad Labem
- −75 kg: Tomáš Bezvoda (* 1987) z BK Řešeto Znojmo
- −81 kg: Marek Vaněček (* 1995) z Karel Telnar BC Poruba
- +91 kg: Daniel Táborský (* 1993) z SK Boxing Praha

## Výsledky
| Muži   | Zlato                    | Stříbro                 | Bronz                    | Bronz                     |
| ------ | ------------------------ | ----------------------- | ------------------------ | ------------------------- |
| –49 kg | Vasilij Jegorov (RUS)    | Harvey Horn (GBR)       | Tinko Banabakov (BUL)    | Rufat Husejnov (AZE)      |
| –52 kg | Daniel Asenov (BUL)      | Muhammad Ali (GBR)      | Nándor Csóka (HUN)       | Kelvin de la Nieve (ESP)  |
| –56 kg | Michael Conlan (IRL)     | Qais Ashfaq (GBR)       | Francesco Maietta (ITA)  | Aram Avagjan (ARM)        |
| –60 kg | Joseph Cordina (WAL)     | Otar Jeranosjan (GEO)   | Enrico Lacruz (NED)      | Elian Dimitrov (BUL)      |
| –64 kg | Vitalij Dunajcev (RUS)   | Patrick McCormack (GBR) | Evaldas Petrauskas (LTU) | Dean Walsh (IRL)          |
| –69 kg | Eimantas Stanionis (LTU) | Pavel Kostromin (BLR)   | Clarence Goyeram (SWE)   | Youba Sissokho (ESP)      |
| –75 kg | Pjotr Chamukov (RUS)     | Tomasz Jabłoński (POL)  | Za'al Kvačatadze (GEO)   | Salvatore Cavallaro (ITA) |
| –81 kg | Joseph Ward (IRL)        | Peter Müllenberg (NED)  | Hrvoje Sep (CRO)         | Joshua Buatsi (GBR)       |
| –91 kg | Jevgenij Tiščenko (RUS)  | Igor Jakubowski (POL)   | Tervel Pulev (BUL)       | Nikolajs Grišuņins (LAT)  |
| +91 kg | Filip Hrgović (CRO)      | Florian Schulz (GER)    | Mihai Nistor (ROU)       | Petar Belberov (BUL)      |

## Medailová bilance
V boxu se rozdělilo celkem 10 sad medailí.
| Pořadí | Stát                     |       | Muži    | Muži  | Muži | Celkem |
| Pořadí | Stát                     | Zlato | Stříbro | Bronz |      | Celkem |
| ------ | ------------------------ | ----- | ------- | ----- | ---- | ------ |
| 1.     | Rusko (RUS)              |       | 4       | 0     | 0    | 4      |
| 2.     | Irsko (IRL)              |       | 2       | 0     | 1    | 3      |
| 3.     | Bulharsko (BUL)          |       | 1       | 0     | 4    | 5      |
| 4.     | Litva (LTU)              |       | 1       | 0     | 1    | 2      |
| 4.     | Chorvatsko (CRO)         |       | 1       | 0     | 1    | 2      |
| 6.     | Wales (WAL)              |       | 1       | 0     | 0    | 1      |
| 7.     | Spojené království (GBR) |       | 0       | 4     | 1    | 5      |
| 8.     | Polsko (POL)             |       | 0       | 2     | 0    | 2      |
| 9.     | Gruzie (GEO)             |       | 0       | 1     | 1    | 2      |
| 9.     | Nizozemsko (NED)         |       | 0       | 1     | 1    | 2      |
| 11.    | Bělorusko (BLR)          |       | 0       | 1     | 0    | 1      |
| 11.    | Německo (GER)            |       | 0       | 1     | 0    | 1      |
| 13.    | Itálie (ITA)             |       | 0       | 0     | 2    | 2      |
| 13.    | Španělsko (ESP)          |       | 0       | 0     | 2    | 2      |
| 15.    | Maďarsko (HUN)           |       | 0       | 0     | 1    | 1      |
| 15.    | Švédsko (SWE)            |       | 0       | 0     | 1    | 1      |
| 15.    | Rumunsko (ROU)           |       | 0       | 0     | 1    | 1      |
| 15.    | Ázerbájdžán (AZE)        |       | 0       | 0     | 1    | 1      |
| 15.    | Arménie (ARM)            |       | 0       | 0     | 1    | 1      |
| 15.    | Lotyšsko (LAT)           |       | 0       | 0     | 1    | 1      |
| Celkem | Celkem                   |       | 10      | 10    | 20   | 40     |